# SN 2006gy
SN 2006gy es el nombre dado por la NASA a una supernova originada por una gigantesca explosión que destruyó una estrella que tenía una masa aproximadamente 150 veces la del Sol.

## Características

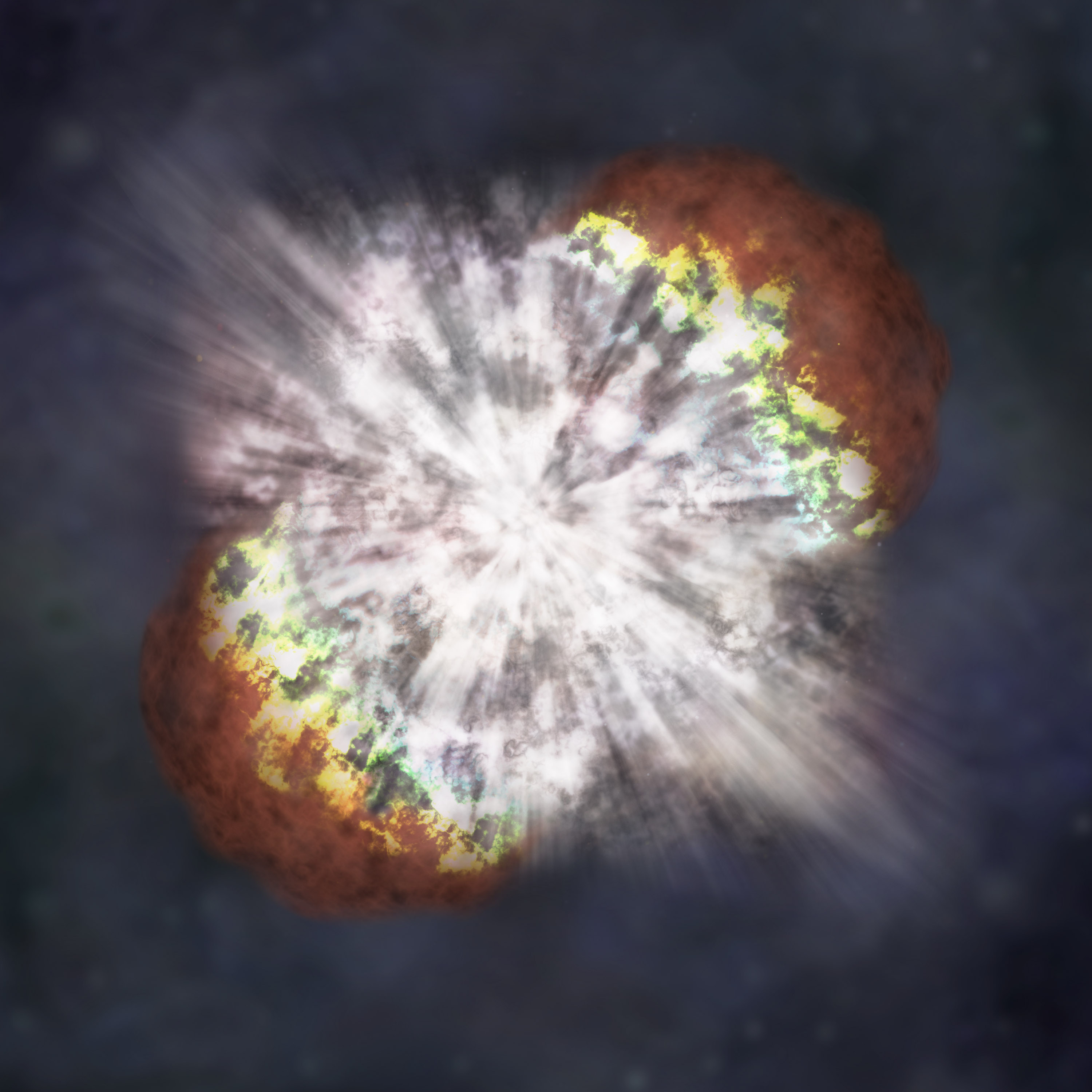
Ilustración de la explosión de SN 2006gy.

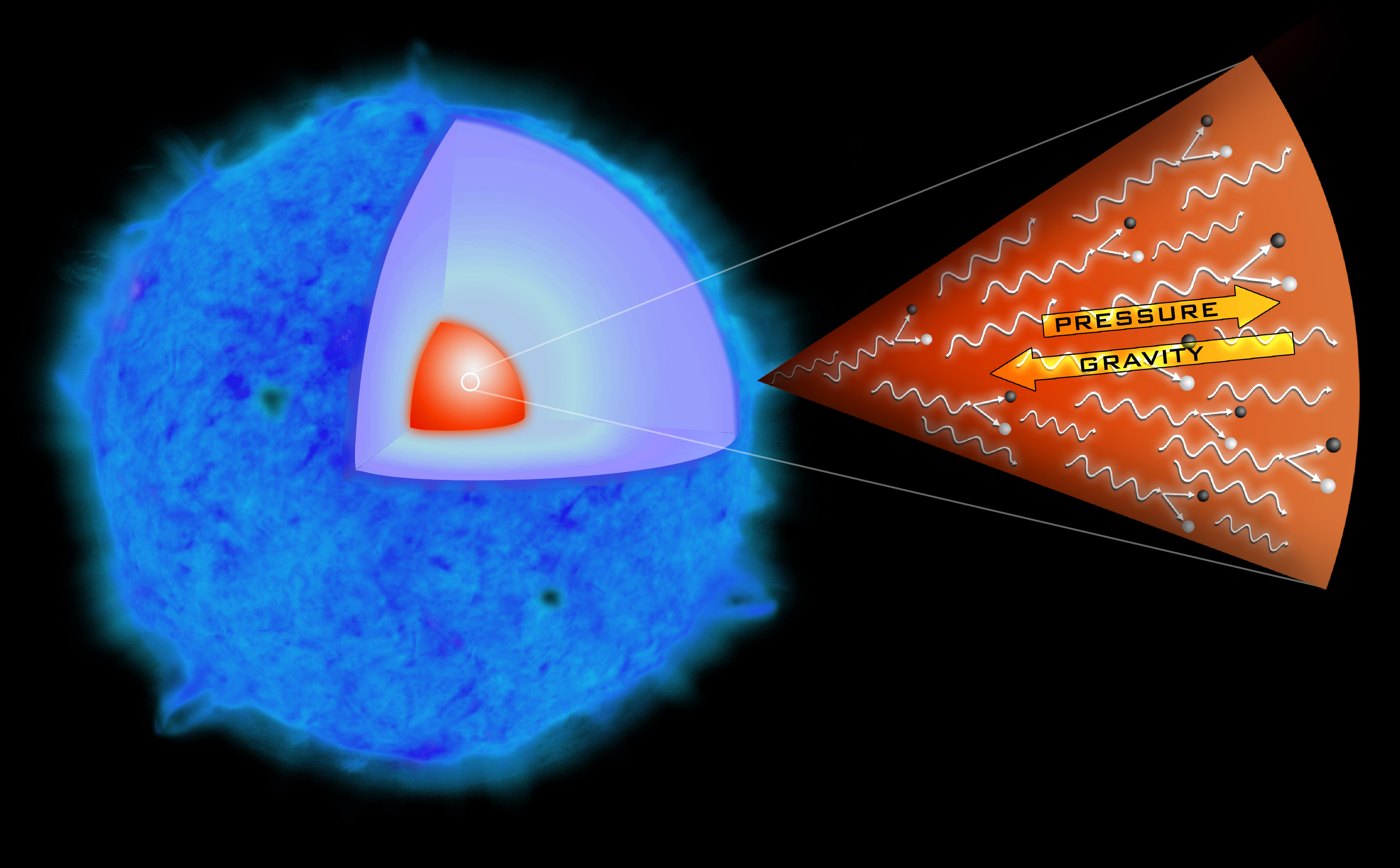
Este diagrama ilustra el proceso que los astrónomos piensan que produjo la explosión de SN 2006gy. Una estrella muy masiva puede producir tantos rayos gamma que una parte de la energía se puede convertir en pares partícula y antipartícula, lo cual reduce la presión en la estrella. Esto produce que la estrella colapse, se encienda o queme su combustible rápidamente, y explote.

La explosión estelar de SN 2006gy es la más grande que se ha podido observar hasta la fecha, cinco veces más luminosa que las supernovas observadas anteriormente, su resplandor fue de 50 000 millones de veces la del Sol. Fue descubierta usando telescopios terrestres (Keck en Hawái y Lick en el monte Hamilton en California) y espaciales (Chandra X-Ray). Según un comunicado de la NASA, este fenómeno confirma que tales explosiones fueron muy comunes tras el Big Bang, y actualmente siguen sucediendo. En 2006 la NASA detectó alrededor de 500 supernovas. 
"De todas las explosiones de estrellas antes vistas, esta fue, de lejos, la más potente", indicó Alex Filippenko, miembro del Observatorio Mt. Hamilton y uno de los astrónomos que realizó este descubrimiento. "Nos quedamos atónitos al ver el brillo que tiene y lo grande que es", agregó en un comunicado. "Fue una explosión verdaderamente monstruosa, cientos de veces mayor que la de una supernova típica", explicó Nathan Smith, de la Universidad de California (Berkeley).
SN 2006gy ocurrió en la galaxia NGC 1260, alejada aproximadamente 238 millones de años luz (72 megaparsecs). Por tanto, este evento ocurrió hace unos 238 millones de años[cita requerida]. Evidencias previas muestran que este evento es una supernova extremadamente energética producida por una estrella supermasiva de unas 150 masas solares, probablemente del tipo de supernova de inestabilidad de pares.
Una supernova de inestabilidad de pares sólo puede ocurrir en estrellas extremadamente masivas -en el rango comprendido entre 130 y 250 masas solares. El núcleo de una de estas estrellas comienza a producir grandes cantidades de rayos gamma. Cuando la energía de estos rayos gamma alcanzan cierto umbral, producen pares partícula-antipartícula (electrones-positrones, por ejemplo) al interactuar con núcleos atómicos. Esto reduce la energía disponible para contrarrestar la atracción gravitatoria. La presión disminuye y la estrella se contrae.

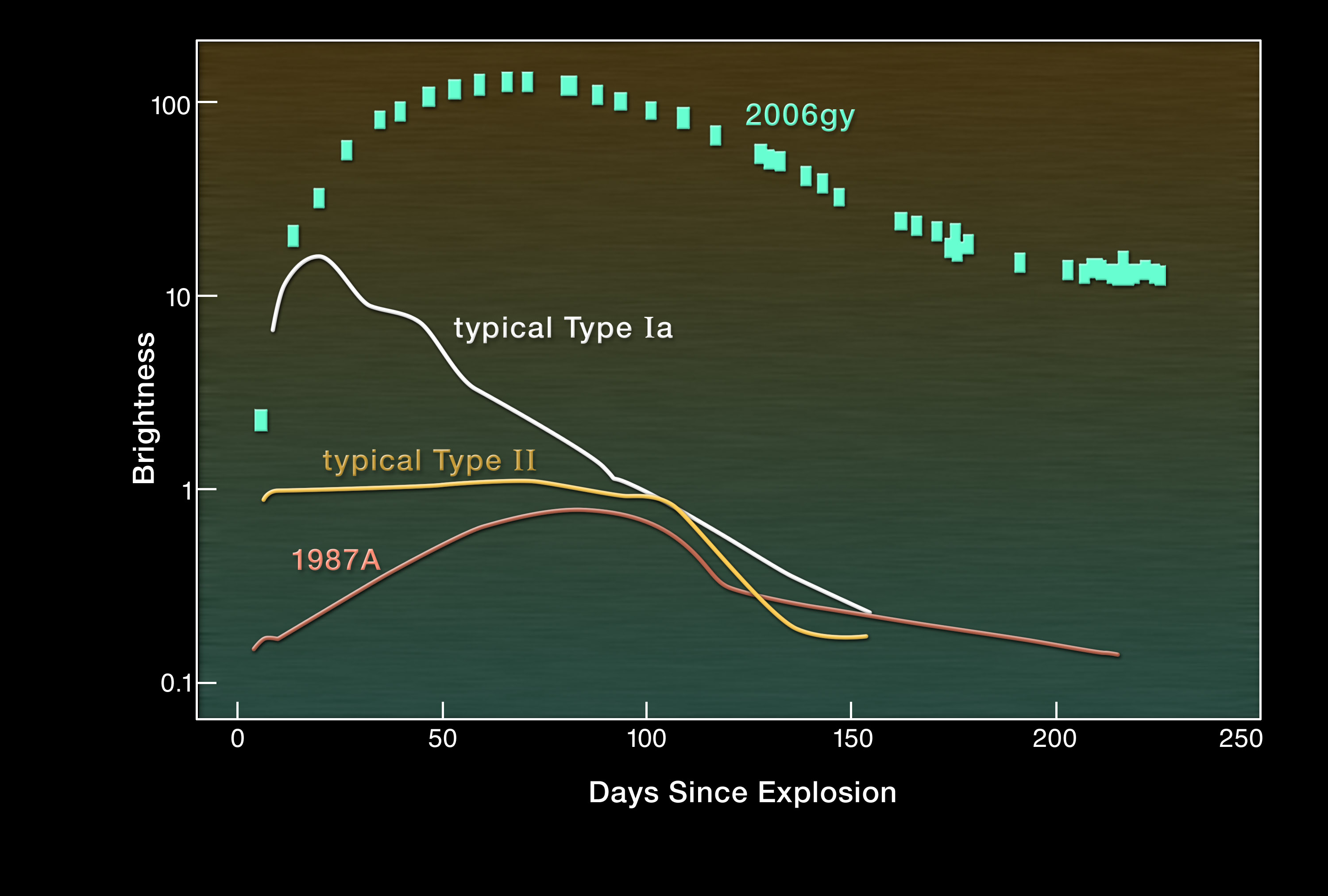
Esta imagen muestra la intensidad lumínica de SN 2006gy comparada con otros tipos de supernovas.

Todo esto ocurre en un breve lapso de tiempo. El colapso violento de la estrella incrementa en la misma proporción las reacciones termonucleares que en ella se producen. La inmensa cantidad de energía liberada por esta avalancha de reacciones, contrarresta con creces la energía gravitacional y la estrella estalla. El estallido es tan violento que no deja rastro de la estrella original, cuando este proceso finaliza. No se produce una estrella de neutrones ni un agujero negro, que es el fin para estrellas de menor masa.

## Similitud con Eta Carinae

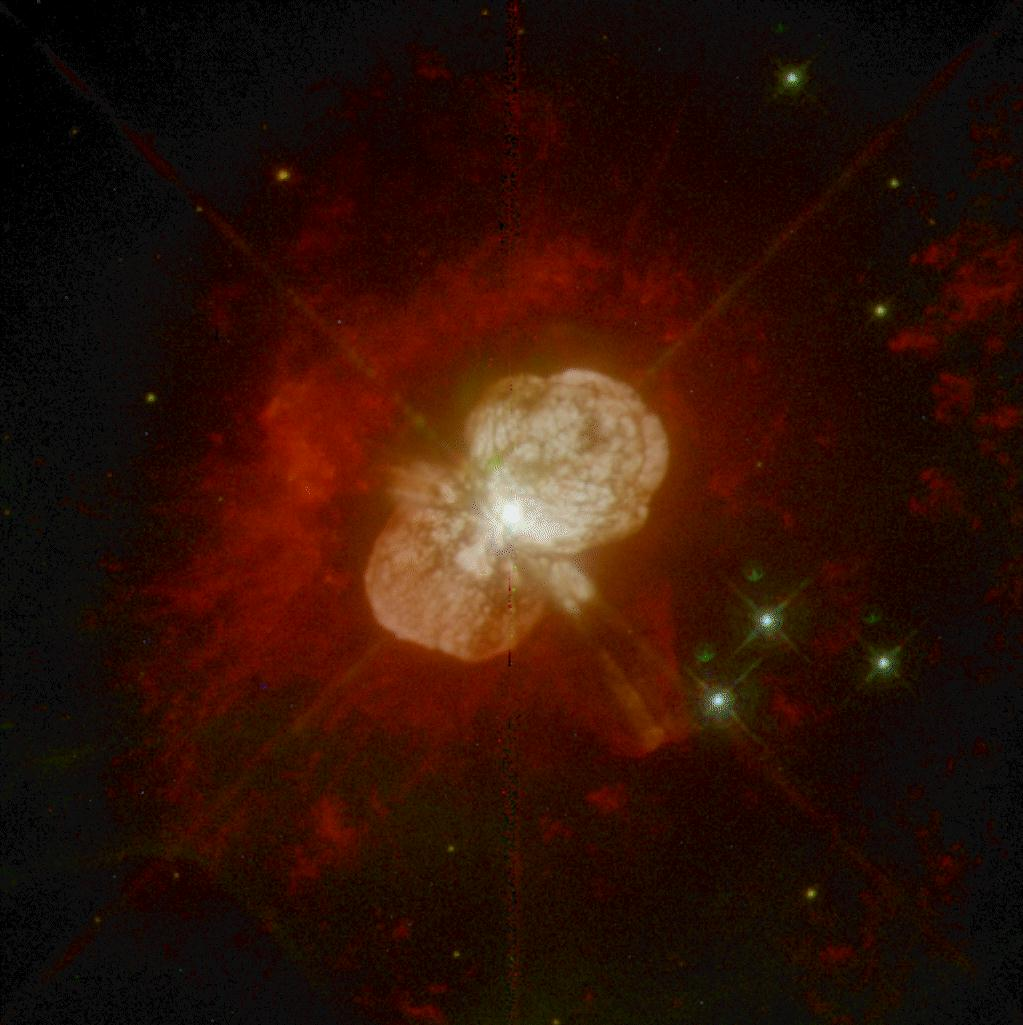
Eta Carinae tomada por el Telescopio espacial Hubble.

La observación de la supernova SN 2006gy ha hecho que los astrónomos pongan su atención en Eta Carinae (η Carinæ), una estrella hipergigante con una masa de entre 100 y 150 veces la del Sol, de la que se sospecha que se encuentra en la fase previa al estallido como supernova. Una prueba de la proximidad de este estallido es que Eta Carinae está expulsando grandes cantidades de materia, un fenómeno que los astrónomos han confirmado que también ocurrió antes del estallido de SN2006gy. La diferencia es que Eta Carinae se encuentra a solo 7500 años luz de la Tierra, 32.000 veces más cercana que SN 2006gy; por lo que su explosión, cuando se produzca, será el mayor espectáculo astronómico que se haya visto jamás; así, si la magnitud aparente de la explosión de SN 2006gy ha alcanzado el valor 15, la de eta Carinae podría alcanzar -7,5 (compárese con -4,6, magnitud aparente de Venus). En estas circunstancias no está claro el efecto que producirá la radiación de la misma en nuestro planeta, aunque reputados astrofísicos indican que el riesgo es muy bajo.
Hace entre 450 y 440 millones de años una supernova similar y cercana a la Tierra y su pulso de rayos gamma pudieron haber causado una extinción masiva en la Tierra.